# Jeřáb (Hanušovická vrchovina)
Jeřáb (německy Ebereschberg) je nejvyšší vrchol a zároveň jediná tisícovka Hanušovické vrchoviny s nadmořskou výškou 1003 m n. m. Vrchol je zalesněn především smrkem, místy jsou paseky, umožňující částečné výhledy. Asi 500 m severovýchodně od vrcholu je na hřebenové mýtině dřevěná vyhlídková plošina, poskytující výhled na celý masiv Králického Sněžníku.
Přes vrchol vede historická zemská hranice mezi Čechami a Moravou a moderní správní hranice mezi Pardubickým a Olomouckým krajem. Jihozápadní svah je součástí přírodního parku Jeřáb, jehož součástí je i Křížová hora nad obcí Červená Voda.

## Popis přístupu
Jeřáb je přístupný z Králík po žluté turistické značce, na kterou u pramene Tiché Orlice navazuje modrá značka až na vrchol (celkem 6 km). Z opačné strany vede modrá značka od rozcestí Svatá Trojice (2,5 km).
Alternativní přístup je z Šanova. Vystoupat vesnicí (po modré), asi 200 m za zástavbou na rozcestí modrou opustit a odbočit doprava na polní cestu. Přibližně po 700 m tuto cestu křižuje značení zimní běžkařské trasy KČT. Po této (zprvu polní, později lesní) cestě pokračovat nahoru cca 2,5 km až k rozcestí Hedeč-Svatá Trojice. Zde začíná lesní cesta vedoucí strmým stoupáním až k vrcholu (jenž je od rozcestí vzdálen asi 1 km).
Jeřáb má jmenovce asi 8,5 km jihozápadně již na území Orlických hor. Neliší se ani starý německý název.